# Lago Hoàn Kiếm
O Lago Hoàn Kiếm (em vietnamita:  Hồ Hoàn Kiếm, chữ Hán: 湖還劍, lit. "Lago da espada devolvida" ou "Lago da Espada Restaurada"), também conhecido como Lago da Espada (Hồ Gươm) ou Lago Tả Vọng  (Hồ Tả Vọng), é um lago de água doce, medindo aproximadamente 12 ha de extensão, localizado no centro histórico de Hanói, capital do Vietnã.
No passado, o lago era comumente referido como "Lago Lục Thủy" (em vietnamita:  Hồ Lục Thủy, que significa "Lago da Água Verde", em referência à cor da água do lago) ou "Lago Thủy Quân" (em vietnamita:  Hồ Thủy Quân, que significa "Lago do Marinheiro"). O lago é um dos principais pontos turísticos da cidade e serve como ponto focal da sua vida pública.

## História
De acordo com a lenda, após a derrota da China Ming, o imperador Lê Lợi estava andando de barco no lago quando um Deus Tartaruga Dourada (Cụ Rùa ou Kim Qui) emergiu e pediu pela sua espada mágica, Vontade do Céu. Lợi concluiu que Kim Qui veio para recuperar a espada que seu mestre, um deus local, o Rei Dragão (Long Vương), havia dado a Lợi em algum momento anterior à derrota da China Ming. Mais tarde, o imperador devolveu a espada à tartaruga depois que terminou de lutar contra os chineses. O imperador Lợi renomeou o lago para comemorar este evento, de seu antigo nome Lục Thủy, que significa "Água Verde", para o nome atual. A Torre da Tartaruga (Tháp Rùa) que em uma pequena ilha perto do centro do lago, está ligada à lenda.
Rafetus swinhoei e Rafetus leloi (nomeada em homenagem ao imperador), espécies de tartaruga-do-casco-mole, foram avistadas no lago por muitos anos. O último indivíduo da espécie R. leloi conhecido foi encontrado morto em 19 de janeiro de 2016. Ainda restam três tartarugas da espécie R. swinhoei.
Próximo da margem norte do lago fica a Ilhota de Jade, onde fica o Templo da Montanha de Jade (Templo Ngọc Sơn). O templo foi erguido no século XVIII em homenagem ao líder militar do século XIII Trần Hưng Đạo, que se destacou ao derrotar três vezes as invasões mongóis do Vietnã;o estudioso clássico Văn Xương e Nguyễn Văn Siêu, um famoso escritor e oficial, realizaram reparos no templo em 1864.A Ilha de Jade está ligada à costa pela ponte Thê Húc (lit. "Poleiro da Luz Solar da Manhã"), que é feita de madeira e pintada de vermelhão.

## Galeria

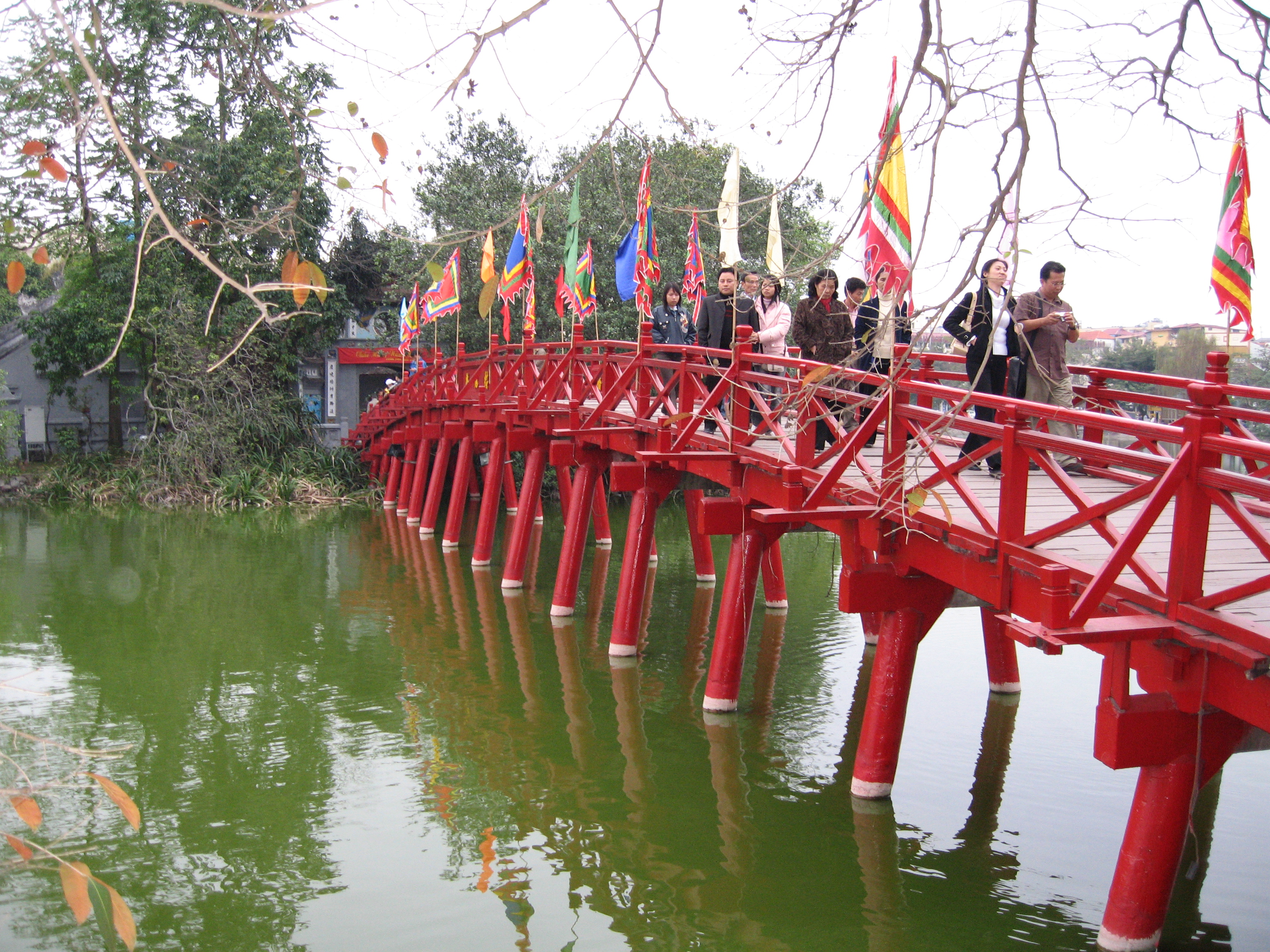
Ponte Thê Húc
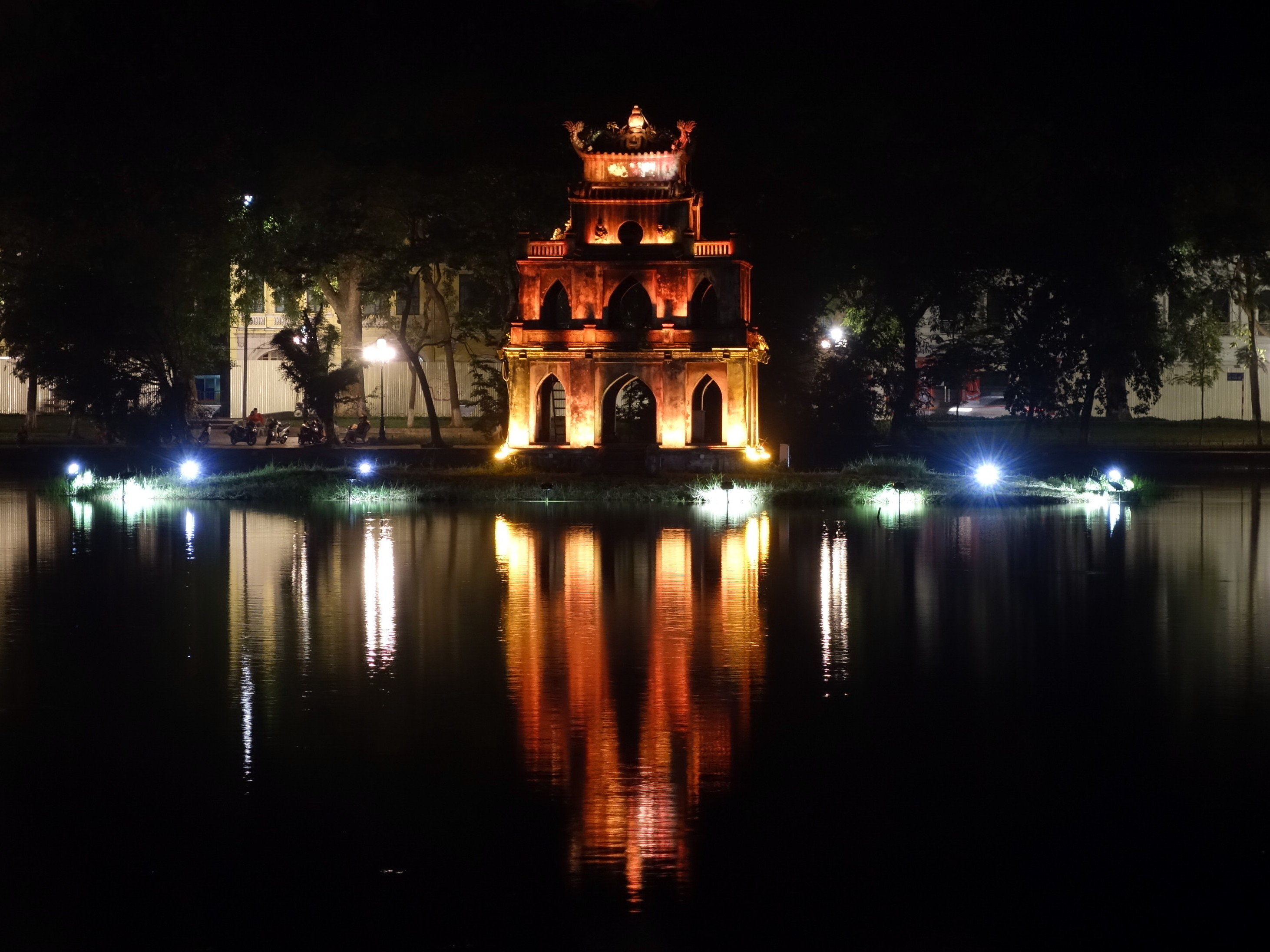
Torre da Tartaruga a noite